# Roman Szwoynicki

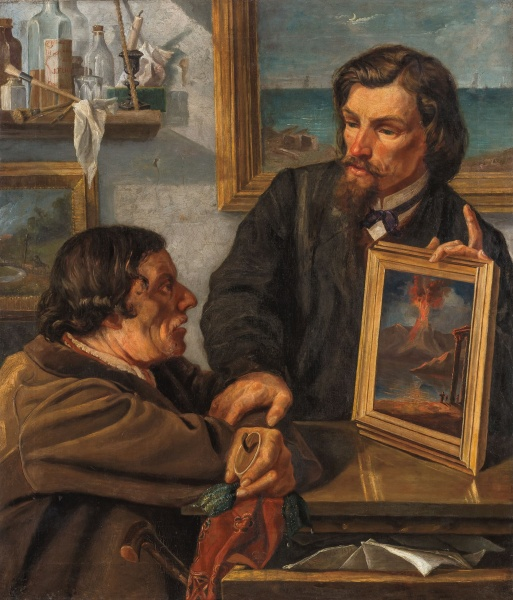
obraz z 1872

Roman Szwoynicki (Szwojnicki) (ur. 21 grudnia 1845 w Radach koło Krakinowa, gubernia kowieńska, zm. 13 stycznia 1915 w Radach) – polski malarz.
Kształcił się w Instytucie Szlacheckim w Wilnie. Brał udział w powstaniu styczniowym, za co został uwięziony i zesłany w głąb Rosji. Zamieszkał w Warszawie po powrocie z Tobolska. W latach 1871–1873 uczęszczał do prywatnej pracowni malarstwa w Warszawie Wojciecha Gersona. W połowie października 1873 zgłosił się do Akademii Sztuk Pięknych – Malschule. W 1904 roku przeniósł się do Rad k/Krakinowa. Nagrodzony na Wystawie Powszechnej w Paryżu (1889).